# ولسوالی موسی‌قلعه
موسی‌قلعه یکی از ولسوالی‌های ولایت هلمند در جنوب افغانستان است. جمعیت آن در سال ۲۰۰۶ میلادی، ۱۳۸،۸۹۶ نفر اعلام شده‌است. باشندگان این ولسوالی پشتون‌ها می‌باشند.

## منبع‌ها
1. ↑  «جمعیت‌شناسی و جمعیت ولایت هلمند» (PDF). هیئت معاونت ملل متحد در افغانستان. وزارت احیا و انکشاف دهات افغانستان. دریافت‌شده در ۱۲-۱۲-۱۳۹۰. تاریخ وارد شده در |تاریخ بازدید= را بررسی کنید (کمک)